# بک‌لش (۲۰۲۰)
بک‌لش (به انگلیسی: Backlash) یک رویداد غیر رایگان (Pay-Per-View) در کشتی حرفه‌ای است که توسط کمپانی دبلیودبلیوئی و برای هر دو برند راو و اسمک‌داون تهیه می‌شود و این دوره‌اش هم در ۱۴ ژوئن ۲۰۲۰ و در مرکز تمرینات دبلیودبلیوئی شهر اورلاندو، فلوریدا برگزار شد. این رویداد پانزدهمین رویداد با نام بک‌لش بود.

## زمینه‌سازی
بکلش شامل مسابقاتی بین دشمنی‌های موجود، ماجراهای پیش آمده و استوری‌هایی خواهد بود که پیش از این در برنامه‌های را و اسمَک‌دَون پخش شده بود. کشتی‌گیرها با توجه به مسابقات یا سری اتفاقاتی که برایشان رخ می‌دهد و تنش را به حداکثر می‌رساند، نقش منفی یا قهرمان به خود می‌گیرند و در این رویداد به مسابقه و رقابت می‌پردازند.

## نتایج
| #                                                                                                 | نتایج                                                                                          | نوع مسابقه                                                    | مدت زمان |
| ------------------------------------------------------------------------------------------------- | ---------------------------------------------------------------------------------------------- | ------------------------------------------------------------- | -------- |
| ۱پ                                                                                                | آپولو کروز (c) پیروز در مقابل آندراده (با همراهی انجل گارزا و زلینا وگا)                       | مسابقه تک نفره برای کمربند ایالات متحده دبلیودبلیوئی          | 7:25     |
| ۲                                                                                                 | ساشا بنکس و بیلی (c) پیروز در مقابل الکسا بلیس و نیکی کراس و د آیکانیکس (بیلی کی و پیتون رویس) | مسابقه سه جانبه تگ تیم برای کمربندان تگ تیم زنان دبلیودبلیوئی | 8:50     |
| ۳                                                                                                 | شیمس پیروز در مقابل جف هاردی                                                                   | مسابقه تک نفره                                                | 16:50    |
| ۴                                                                                                 | آسکا (c) در مقابل نایا جکس پایان یافته در شمارش معکوس دوگانه                                   | مسابقه تک نفره برای کمربند زنان راو                           | 8:25     |
| ۵                                                                                                 | براون استرومن (c) پیروز در مقابل د میز و جان ماریسون                                           | مسابقه هندیکپ دو به یک برای قهرمانی یونیورسال دبلیودبلیوئی    | 7:20     |
| ۶                                                                                                 | درو مکینتایر (c) پیروز در مقابل بابی لشلی (با همراهی ام وی پی)                                 | مسابقه تک نفره برای قهرمانی دبلیودبلیوئی                      | 13:15    |
| ۷                                                                                                 | رندی اورتون پیروز در مقابل ادج                                                                 | مسابقه معمولی                                                 | 44:45    |
| - (c) – نشان‌دهنده قهرمان(هایی) است که به میدان می‌روند - پ – نشان‌دهنده این است که مسابقه در پری–شو |                                                                                                |                                                               |          |

## یادداشت ها
1. ↑  مسابقه ادج و رندی اورتون در تاریخ ۷ ژوئن برگزار شده بود.[۱]
2. ↑  به دلیل شیوع ویروس کرونا این رویداد پشت در های بسته و در مرکز تمرینات دبلیودبلیوئی برگزار شد.